# Carl Arvid Hallenborg
Carl Arvid Hallenborg, född 15 november 1737 på Rydsgårds gods i Skåne, död där 22 november 1803, var en svensk jurist och godsägare. Han var hovrättsråd i Åbo och senare även hovrättspresident.
Hallenborg studerade vid Lunds universitet, innan han 1757 tog anställning vid Göta hovrätt, där han utnyttjades vid domarförrättningar, för att 1761 befordras till auditör vid kungliga Artilleriregementet, som då var förlagt i Skåne. 1771 blev han assessor vid Åbo hovrätt, och 1772 hovrättsråd. 1788 befordrades han till vicepresident vid hovrätten i Åbo. Han blev därefter, efter kallelse 1 november 1796, domare i Högsta domstolen i Sverige 1797–1800. År 1799 utnämndes han till president i Åbo hovrätt, där han förblev i tjänst fram till 1803, då han med permission på grund av sin hälsa lämnade Finland, och avled på sin sätesgård i Ryd 22 november samma år.
Hallenborg övertog tillsammans med sin bror, juristen Magnus Hallenborg, släktgodset Rydsgård utanför Sturup 1780 efter fadern Carl Hallenborgs död. Bröderna fick lösa ut godset från de övriga syskonen då egendomen inte var ett fideikommiss. Det fanns en lång juristtradition i familjen, både fadern och farfadern var jurister.